# عمر البرناوي
عمر البرناوي (8 أبريل 1935 في بسكرة - 24 فبراير 2009 في الجزائر العاصمة) كان شاعراً ومؤلفاً جزائرياً.
أتم عمر تعليمه الابتدائي والمتوسطي في مدارس جمعية العلماء المسلمين الجزائريين بمدينة بريكة التي إنتقل إليها من مسقط رأسه بسكرة ثلاثة أشهر بعد ولادته رفقة والدته وجدته. انتقل بعدها إلى مدينة قسنطينة أين زاول دراسته في معهد عبد الحميد بن باديس. سافر فيما بعد إلى تونس ودرس في جامع الزيتونة وحصل على شهادة الباكالوريا عام 1957، ثم على دبلوم في التمثيل من مدرسة التمثيل العربي في تونس عام 1959. في عام 1963 حصل على ليسانس في اللغة العربية من كلية التربية في جامعة بغداد. بعد عودته إلى الجزائر اشتغل مدرسا بثانوية عماره رشيد بالجزائر، ثم مذيعاً ومنتجاً ومقدم برامج في الإذاعتين التونسية والجزائرية، كما رأس تحرير مجلة ألوان من عام 1972 حتى عام 1981. تقلد منصب مستشار لدى وزارة الثقافة الجزائرية. حصل على جائزة أفضل نشيد وطني في الجزائر عام 1983 وهي من أجلك عشنا ياوطني، وشهادة شرف لأحسن أوبيرات عام 1984، وشهادة تكريم من الرئيس الجزائري الأسبق الشاذلي بن جديد عام 1987.
توفي عمر البرناوي في مستشفى عين النعجة بالجزائر العاصمة بعد صراع مع المرض لسنوات عديدة، ودُفن في مسقط رأسه.
البرناوي هو صاحب رائعة "من أجلك عشنا يا وطني" وَالمعروفة أيضا باسم "هامات المجد".